# Клара Армандова
Клара Армандова е българска режисьорка, актриса и театрална педагожка. 

## Биография

### Образование и първи роли в театъра
Завършва актьорско майсторство във ВИТИЗ „Кръстьо Сарафов“ в класа на професор Боян Дановски през 1971 г. и още същата година постъпва в Музикално-драматичния театър „К. Кисимов“ във Велико Търново, където е отличена с награда на АСИТЕЖ за ролята на Чиполино в пиесата на Джани Родари „Приключенията на Лукчо“, пост. Гаврил Маслев. Между 1972 и 1975 г. е в трупата на театър „Сълза и смях“, където играе Ева в „Господин Пунтила и неговия слуга Мати“ от Бертолт Брехт, Любов в „Последните“ от Максим Горки, Росето в „Просто жена“ от Николай Парушев, Люся в „Златният ешелон“, Катя в „С любимите не се разделяйте“ от Александър Володин, Княжна в „На война като на война“ от Надежда Драгова и Първан Стефанов.

### Години в Театър „София“ и Театър 199
През 1975 г. се установява в Театър „София“, където до 1988 г. играе Ванда във „Всяка есенна вечер“, Маря в „Не стреляйте в белите лебеди“, Пердита в „Зимна приказка“, Джулия в „Деликатно равновесие“, Г-ца Мари в „Животът на г-н дьо Молиер“, Секретарката в „Картотека“, Неля в „Жестоки игри“, Санчика в „Дулцинея Тобоска“, Секретарката във „Феерична комедия“, Евгения в „Танго“, Едуард-син в „Ричард III“, Невестата в „Кървава сватба“ от Федерико Гарсия Лорка, Журналистката в „Таралеж“ от Иван Радоев, Мойра в „Орестия“, Тили в „Морето“, Мадалена в „Риголето“, Райна в „Босилек за Драгинко“ от Константин Илиев.
Играе и на сцената на Театър 199, където изпълнява ролите на Любимата в „Натрупани мълчания“, Люся в „Квартирата“, Г-жа Марцел в „Обявление във вестника“. Има и грамофонни плочи с изпълнения на приказки за деца с музика от Петър Ступел, както и с нейни изпълнения на сефарадски песни. Участва и в редица постановки в кафе-театрите към Концертна дирекция: „Щура любов“ от Мърей Шийзгал, Дамата в „Посещение на млада дама“ по Зденек Подскалски, Клеопатра в „Танцът на сенките“ от Лердман. Успоредно с това участва с роли в киното: „Процесът“, „Бъди благословена“, „Рицарят на бялата дама“, „Нощ на аристократите“. Участва в постановки и на телевизионния театър: „Рожден ден“, „Инфантите“, „Първият ден“ и др.
От 1975 до 1985 г. води по Националната телевизия програмата „Приказки с шапки“ по сценарии на Маргарит Минков в рубриката „Лека нощ, деца“.

### Години във Великобритания
Известна е във Великобритания под името Clara Armand.
През 1988 г. заминава за Великобритания да прави магистратура по режисура в Лийдския университет (The University of Leeds’s Workshop Theatre) .
От 1990 до 2014 г. живее и работи като режисьор, театрален и вокален педагог във Великобритания. През 1992 г. веднага след завършването на Магистратурата по драматичен и музикален театър в Университета в Лийдз спечелва конкурс за длъжността декан на Факултета по драматичен театър в Гилдфордската консерватория и от 1992 до 1999 г. е декан на ФДТ. През 1994 г. е удостоена с наградата за най-добър режисьор на Международния театрален фестивал в Единбург за постановката на „Ромео и Жулиета“ в театъра на Европейска фондация „Демарко“.
Поставя в няколко регионални театри, Лондон-Фриндж театри и в Лондонския Уест Енд: „Женитба“ в Театър Торндайк, „Снежната кралица“ в Театър Ред Бул, „Дъщери“ в Уест Енд Тиътър Уайтхол, „Акшън“ в Театър Хампстед, „Кабаре“ в Хартфордшиър Куийнз Тиътър, „На ръба“ в Блумсбъри Тиътър. През октомври/ноември 1997 г. поставя и в Оук Стрийт Тиътър, Портланд Мейн, САЩ: „Женитба“ от Николай Гогол.
Режисьор е на поредица късометражни филми, от които „Трохите на щастието“ („The Crumbs of Happiness“) е прожектиран в кино Метро на Лестър Скуеър в Лондон и на Прегледа на късометражното кино на Международния кинофестивал в Кан 1999 г.
През 1999 г. написва 3 едноактни пиеси: „Неделя сутрин“, „Птици“, и „Назад към огъня“, които са публикувани в сборника „Нови драматурзи“ („New Playwrights“). Пиесата и „Неделя сутрин“ („Sunday Morning“) е адаптирана за радио и излъчена по Радио BBC3.
От 1999 г. е член на Съюза на британските писатели (WGGB). Има един син.
През юни 2006 г. защитава докторат по театър в Редингския университет.
През 2014 г. основава Школа по актьорско майсторство и комуникационни сръчности „Визион“ в София. От 2015 г. ВИЗИОН е и Импресарска къща за сценични изкуства.
През февруари 2017 г. е премиерата на авторския спектакъл ЛЪЧ в Театър „Възраждане“ в София. ЛЪЧ е синтез от ритуалистичен & вербатим театър, композиция по мотиви на Уилям Шекспир. Използвана е музика от Сергей Прокофиев и авторска музика от Симо Лазаров, написана специално за ЛЪЧ.
През декември 2017-февруари 2018 г. поставя мюзикъла „Кабаре“ във Vintage Theatre, Портланд, САЩ.
През февруари 2019 г. поставя пиесата МЕЛОДИЯ от ирландската драматуржка Д. Кинахан в Нов Театър НДК.
През октомври 2020 г. поставя ПАРЧЕНЦА ОТ СЛЪНЦЕ И ОБЛАК, нейна авторска сценична версия
по знаковата пиеса на П. Зиндел „Влиянието на гама лъчите върху лунните невени“ в Нов Театър НДК

## Театрални роли
ТВ театър
- „Фантазия за Веласкес“ (1980) (Антонио Буеро Вайехо) 2 ч.
- „В люляковата градина“ (1977) (А. Салодар)

## Филмография
- Нестинарка (тв, 1987)
- Рицарят на бялата дама (1982), 3 серии) – учителка по художественна гимнастика
- Бъди благословена (1978)

## Използвани материали
- в-к „Пулс“, бр. 11, 11 март 1980, стр. 9, статия от Кирил Костов
- в-к „Пулс“, бр. 11, 16 март 1982, стр. 8, статия от Марияна Юрукова
- в-к Maine Times, Portland Mains, USA, 9 декември 1996, стр. 19; article by Anne Wadleigh
- „Екран“ („Screen International“), май-септември 1999, стр. 76
- в-к „Еврейски вести“, бр. 1, 15 януари 2016, стр. 4, статия от Патриция Николова